# Aronne di Gerusalemme
Aronne di Gerusalemme (conosciuto anche come Abu al-Faraj Harun o Aronne Caraita; fl. XIII secolo) è stato un medico israeliano caraita, attivo a Gerusalemme nell'XIII secolo. Ha composto diverse opere sull'Antico Testamento e un commentario ebraico sul Pentateuco, tradotto in latino da Johann Andreas Danz. Il suo pensiero fu studiato, in particolare, da Richard Simon.